# Nutné zlo
Nutné zlo (v anglickém originále Necessary Evil) je v pořadí osmá epizoda druhé sezóny seriálu Star Trek: Stanice Deep Space Nine.

## Příběh
Bajorská žena najme Quarka, aby pro ni získal trezorovou schránku z bývalého obchodu jejího muže na stanici Deep Space Nine. S pomocí Roma ji Quark najde a otevře, uvnitř najdou seznam bajorských jmen. V tom se objeví cizinec, postřelí Quarka a seznam ukradne. Když se doktor Bashir snaží oživit Quarka, Odo pojme podezření, že by Rom mohl něco vědět. Komandér Benjamin Sisko Roma přemluví, aby jim řekl, co bylo ve schránce. Rom ale pouze přizná, že schránka byla ve stěně obchodu uložena v době cardassijské okupace.
Ve scéně z minulosti Odo vchází do obchodu lékárníka a gul Dukat mu ukazuje mrtvolu muže a žádá ho, aby pracoval pro Cardassiany jako vyšetřovatel. Odo se zdráhá, ale Dukat tvrdí, že jeho nadřízení by případ řešili popravu deseti náhodně vybraných Bajoranů. Jelikož Odo není ani Bajoran, ani Cardassian, Dukat ho považuje za ideálního vyšetřovatele a přesvědčí ho, aby se této role ujal. Jediným svědkem je Vaatrik Pallra, vdova po mrtvém muži – tatáž žena, která si o pět let později najala Quarka, aby získal schránku. Odo si povšimne, že neplakala, ona odvětí, že její muž měl poměr a zabila ho jeho milenka. Na otázku, zda ví, kdo to je, ukáže na Kiru.
Zpět v přítomnosti Odo poznamená, že ten případ nikdy neuzavřel. Pokračuje s výslechem Roma a snaží se dostat k jeho vzpomínkám. Rom si ale dokáže vzpomenout pouze na to, že první jméno na seznamu začínalo „Chesso“. Kira se ptá, zda Odo něco vypátral a on ji řekne o tom jménu. S odkazem na události před pěti lety Kira říká, že nebýt zásahu Oda, byli by ji tehdy popravili, protože Cardassiany nezajímala otázka viny či neviny.
V dalším flashbacku vysvětluje Kira Odovi, že zavražděný Vaatrik měl druh čaje, který nebyl pro většinu Bajoranů k dostání, trochu ji dal, ale nebyl mezi nimi žádný intimní vztah. Obviní Oda, že je kolaborant.
V přítomnosti se Odo ptá Pallry, proč její muž ukryl v obchodě seznam bajorských jmen. Ona ale tvrdí, že ho tam dal někdo jiný. Když slyší jméno „Chesso“, ptá se, kdo to je, a Odo odvětí, že neví a že by s lidmi ze seznamu rád mluvil. Odo zmíní, že Pallře nedávno odpojili elektřinu, ale nyní už je vše pořádku. Ptá se, kde vzala prostředky na úhradu dluhu. Prý půjčka od přítele, je ženatý, nechce ho proto jmenovat. Kira informuje Oda, že našla zabitého „Chessa“, který se ve skutečnosti jmenuje Ches'sarro. Odo si uvědomí, že zavinil jeho smrt tím, že jméno řekl Pallře a nařídí hlídat Quarka, který je stále v bezvědomí.
Znovu v minulosti se Odo ptá Quarka na alibi Kiry v době Vaatrikovy vraždy. Ukáže se, že její alibi je falešné. Když jde za Kirou, ta mu přizná, že chystá na stanici teroristický útok. Krátce poté vkročí do Odovy kanceláře gul Dukat, Odo mu řekne, že Kira není pachatelem.
V přítomnosti muž, který postřelil Quarka, omráčí jeho stráž a začne ho dusit. Vchází Rom a začne ječet, čímž mu zachrání život, protože křik přivolá pomoc. Pallru přivezou na stanici, kde tvrdí, že zadrženého muže nezná, ale Odo dokáže, že byli v častém kontaktu a že mu převedla na účet nemalou částku. Pallra vydírala osoby ze seznamu, protože to byli kolaboranti z dob okupace, nechala si platit za to, že nezveřejní jejich jména. Když řekne, že vraždu nespáchala, Odo odvětí „Já vím“.
Kira přichází do Odovy kanceláře a ptá se, jak to ví. Když slyšel, že na seznamu jsou bajorští kolaboranti, uvědomil si, jak získával Vaatrik prostředky na onen čaj během okupace. Kira zabila Vaatrika a Ches'sarro zemřel rukama bývalých členů odboje. Zabila ho, protože byl kolaborant. Nikdy to Odovi neřekla, protože se bála, že by to poznamenalo jejich přátelství. Zeptá se Oda, zda ji ještě bude moci věřit. Odo sklopí oči.

## Zajímavosti
- V této epizodě se projeví Quarkův bratr Rom jako mnohem chytřejší, než se o něm Quark zmiňuje. Ukáže se jako zdatný technik a inženýr.
- Když Odo vyslýchá Pallru, chystá se odejít z pokoje, zastaví se, otočí, říká „ještě něco…“ a znovu se ptá. To je pocta seriálu Columbo, na jehož dílech se podílel scenárista této epizody.